# William C. Preston
William C. Preston (Philadelphia, 1794. december 27. – Columbia, 1860. május 22.) amerikai politikus, szenátor (Dél-Karolina, 1819–1832).

## Pályafutása
1833-ban megválasztották szenátornak a Stephen D. Miller lemondásával megüresedett helyre, és 1833. november 26-tól képviselte államát a washingtoni szenátusban. 1837-ben újraválasztották, de 1842. november 29-én lemondott.